# Paroles (Prévert)
Pour les articles homonymes, voir Parole (homonymie).
 (février 2012).
Si vous disposez d'ouvrages ou d'articles de référence ou si vous connaissez des sites web de qualité traitant du thème abordé ici, merci de compléter l'article en donnant les références utiles à sa vérifiabilité et en les liant à la section « Notes et références ».
Paroles est un recueil de 95 poèmes de Jacques Prévert (1900-1977) publié pour la première fois en 1946.

## Édition
Les textes de Jacques Prévert ont d'abord été publiés isolément dans diverses revues depuis les années trente (le Commerce, Bifur, la Révolution surréaliste, Cahiers GLM /Guy Lévis-Mano, Soutes, Cahiers d'art) avant d'être regroupés partiellement de façon amateur par des étudiants de Reims à la fin de la guerre. En 1945, René Bertelé réunit à son tour les textes de Jacques Prévert avec l'accord du poète pour la maison d'édition qu'il vient de créer les Éditions du Point du jour et il publie le recueil le 10 mai 1946 sous le titre Paroles dans la collection le Calligraphe avec une couverture du photographe Brassaï. Le succès est immédiat : une première réédition de 5 000 exemplaires est lancée une semaine après, puis d'autres pour atteindre le chiffre, spectaculaire pour un recueil de poèmes, de 25 000 la première année. En 1947 René Bertelé publie une édition augmentée de seize textes, toujours au Point du jour et  toujours avec succès.
Gallimard qui a racheté les éditions de René Bertelé en transformant Le Point du jour en une collection que continue à diriger son créateur, réédite Paroles en 1949 et de nouveau en   1951 et 1956. En 1957, le recueil est publié en Livre de poche avec la couverture de l'édition originale : la photographie de Brassaï qui représente un mur gris couvert de graffiti sur lequel on a peint en écriture manuscrite rouge le titre et le nom de l'auteur. En 1972 Paroles paraît dans la collection Folio, avec en couverture le portrait en noir et blanc de Jacques Prévert photographié par Doisneau, le graphiste ayant rajouté  une touche rouge à la cigarette que fume dans une attitude populaire le poète. La diffusion en collection de poche ne faiblit pas et avec environ 2,5 millions d'exemplaires, Paroles représente la 4e meilleure vente dans ce domaine après L'Étranger, La Peste de Camus et Knock de Jules Romains, ce qui fait de Jacques Prévert de loin le poète le plus lu de la littérature française.
Le couronnement éditorial survient comme un pied-de-nez posthume du poète iconoclaste en 1992, avec la publication de ses œuvres dans la prestigieuse collection de la Pléiade.

## Présentation

### Aspect
Paroles comporte 95 textes non ponctués de forme et de longueur très variées. Les textes les plus longs sont placés principalement au début du recueil (Tentative de description d'un dîner de têtes à Paris-France, 11 pages – Souvenirs de famille, 13 pages - Évènements, 9 pages). Le plus long, La crosse en l'air (35 pages) est au milieu de l'œuvre et on retrouve un texte assez long, rajouté plus tard, en fermeture du recueil  (Lanterne magique de Picasso – 7 pages). Les autres textes vont de deux lignes (Les Paris stupides) à quelques pages en passant par des poèmes très courts (Alicante, 6 vers – Le grand homme, 4 vers – L'amiral, 5 vers  avec 15 mots au total), des textes d'une petite page (Le cancre, 17 vers - Le miroir brisé, 16 vers - La fête continue, 18 vers) ou des textes de deux pages (Page d'écriture - Barbara - Complainte de Vincent…).
La forme est également très variée avec des textes en prose (Souvenirs de famille – certains passages du Dîner de têtes), des saynètes dialoguées en vers libres (L'orgue de barbarie – La chasse à l'enfant - L'accent grave…) et un emploi plus traditionnel du vers libre avec parfois l'utilisation partielle de rimes irrégulières (Pour toi mon amour – Complainte de Vincent - Barbara). La présence de l'oralité revendiquée conduit aussi à l'utilisation de la reprise sinon du refrain (Barbara – Chasse à l'enfant – Je suis comme je suis…) qui font de ces textes des chansons qui seront d'ailleurs, ainsi que d'autres poèmes du recueil, mises en musique par Joseph Kosma.
Danièle Gasiglia-Laster et Arnaud Laster ont bien montré que les textes de Prévert, sous leur apparente simplicité, relèvent d'un intense travail de construction et de précision, sont d'une grande richesse de sens, abondent en références culturelles.[réf. souhaitée]

### Procédés stylistiques
Les aspects dominants de l'art de Jacques Prévert que souligne d'ailleurs le titre Paroles sont la spontanéité et l'oralité nourries des influences surréalistes faites d'expressivité nouvelle et de provocation.
- Prévert a ainsi fréquemment recours à la recherche d'expressions corrosives et au rire en jouant sur les mots comme ici : « Notre père qui êtes aux cieux / Restez-y… » (Pater noster) – « Larima / Larima quoi / La rime à rien » (L'amiral) – « Un vieillard en or avec une montre en deuil » (Cortège) - « Le monde mental / Ment / Monumentalement » (Il ne faut pas). Le jeu sur les mots est d'ailleurs constant dans l'œuvre, même en dehors de la dérision, un seul exemple de cette réussite littéraire suffira : « Démons et merveilles » (Sables mouvants).

- Un autre procédé très fréquent est celui de l'accumulation associée à l'anaphore ; par exemple : ouverture du Dîner de têtes (« Ceux qui pieusement / Ceux qui copieusement »…) dans lequel se glisse une parodie de Péguy, ou dans Salut à l'oiseau ou encore Cortège.

- Le vocabulaire simple et concret est une autre caractéristique permanente de Paroles, par exemple dans La pêche à la baleine – Déjeuner du matin – La batteuse – Inventaire (« Une pierre / Deux maisons / trois ruines… ») avec parfois même une réelle violence (exemple : « Toute la batterie de cuisine du Saint Office des morts » (La Morale de l'histoire).

- En dehors des moyens classiques de l'expression poétique comme le jeu sur les rythmes et les sonorités comme l'allitération dans Barbara : « Sous cette pluie de fer / De feu, d'acier, de sang », c'est la richesse et l'expressivité des images qui est remarquable chez Prévert. Elles sont extrêmement nombreuses et en voici quelques exemples : « Dans les sables du lit tu remues en rêvant » (Sables mouvants) - « Voici le temps des égoutiers » (Le temps des noyaux) - « Ceux qui sont chauves à l'intérieur de la tête » (Dîner de têtes) - « L'éblouissant orage du génie de Vincent » (Complainte de Vincent).

### Thèmes
Les thèmes du recueil sont nombreux : ils se croisent souvent et sont mis en valeur par les procédés poétiques efficaces.
- La dénonciation de la violence, de la guerre (1945 = après la guerre), de la politique bourgeoise, de la religion est peut-être le thème dominant : il s'agit d'une mise en cause violente des puissants qui renvoie à l'engagement de Prévert dans l'agitprop avec le groupe Octobre. Antimilitariste (Le temps des noyaux – Quartier libre…), anticlérical (La crosse en l'air – Pater noster – La cène – La morale de l'histoire…), défenseurs des humbles contre l'argent bourgeois (Le discours sur la paix - La batteuse…), il fait également référence à l'actualité de son époque (guerre d'Espagne et guerre d'Éthiopie dans Lanterne magique de Picasso et La crosse en l'air, bombardement de la deuxième guerre mondiale dans Barbara ou fascisme dans L'ordre nouveau). Il associe ainsi dans ses répulsions la trinité pétainiste en mettant en cause les valeurs de la famille (Familiale – La pêche à la baleine), la patrie (L'épopée – Histoire du cheval) et le travail qu'il présente comme une exploitation et une humiliation (Le temps perdu - Le paysage changeur – Dîner de têtes - L'effort humain où l'on trouve une expression qui résume tout : « La terrifiante chaîne où tout s'enchaîne / la misère le profit le travail la tuerie ». Prévert dénonce aussi d'autres oppressions comme l'emprisonnement (La chasse à l'enfant) ou la colonisation (L'effort humain) ou encore l'école et ses références (Le cancre – Les Paris stupides – Composition française…). Il s'agit donc explicitement d'une poésie socialement et politiquement engagée : Jacques Prévert a choisi son camp.

- Le thème de la vie quotidienne, de la société, du temps, et des lieux de Paris est également récurrent dans le recueil (La rue de Buci maintenant – Place du Carrousel - Le jardin…) et fait de Prévert un poète attachant de la ville et du monde populaire. On le qualifie de « Parisien bohème ».

- En contrepoint à la violence révolutionnaire et anarchiste, Paroles exploite les thèmes lyriques traditionnels de l'amour, de l'enfance et de l'oiseau mais sans exaltation du « je » romantique : il s'agit plutôt d'une recherche du bonheur individuel et collectif fait de sensualité (Sables mouvants – Paris at night), de liberté (Le cancre – Salut à l'oiseau) où l'innocence et la fragilité sont protégées même si les peines de cœur continuent à exister (Le désespoir est assis sur un banc - Rue de Seine - Pour toi mon amour – Le miroir brisé avec ces quelques vers : « Et j'ai mis la main sur mon cœur / où remuaient / ensanglantés / les sept éclats de glace de ton rire étoilé »).

- Un dernier thème notable est celui de l'art et de la création avec des références à van Gogh (Complainte de Vincent), peintre de violence, de sang et de vie et à Picasso, qui bouscule la représentation de la réalité (Promenade de Picasso - Lanterne magique de Picasso). Jacques Prévert donne aussi la clé de sa recherche artistique dans Pour faire le portrait d'un oiseau, sorte d'art poétique où l'idéal est « quelque chose de simple /quelque chose de beau / quelque chose d'utile… » ou encore quand il oppose « jouer du chien à poil dur » à « jouer du caniche » dans Le concert n'a pas été réussi.

## Sommaire deParoles
- Tentative de description d'un dîner de têtes à Paris-France
- Histoire du cheval
- La pêche à la baleine
- La belle saison
- Alicante
- Souvenirs de famille ou l'ange garde-chiourme
- J’en ai vu plusieurs
- Pour toi mon amour
- Les grandes inventions
- Événements
- L'accent grave
- Pater noster
- Rue de Seine
- Le cancre
- Fleurs et couronnes
- Le retour au pays
- Le concert n'a pas été réussi
- Le temps des noyaux
- Chanson des escargots qui vont à l'enterrement
- Riviera
- La grasse matinée
- Dans ma maison
- Chasse à l'enfant
- Familiale
- Le paysage changeur
- Aux champs...
- L'effort humain
- Je suis comme je suis
- Chanson dans le sang
- La lessive
- La crosse en l'air
- Cet amour
- L'orgue de barbarie
- Page d'écriture
- Déjeuner du matin
- Fille d'acier
- Les oiseaux du souci
- Le désespoir est assis sur un banc
- Chanson de l'oiseleur
- Pour faire le portrait d'un oiseau
- Sables mouvants
- Presque
- Le droit chemin
- Le grand homme
- La brouette ou les grandes inventions
- La Cène
- Les belles familles
- L'école des beaux-arts
- Épiphanie
- Écritures saintes
- La batteuse
- Le miroir brisé
- Quartier libre
- L'ordre nouveau
- Au hasard des oiseaux
- Vous allez voir ce que vous allez voir
- Immense et rouge
- Chanson
- Composition française
- L'éclipse
- Chanson du geôlier
- Le cheval rouge
- Les Paris stupides
- Premier jour
- Le message
- Fête foraine
- Chez la fleuriste
- L'épopée
- Le sultan
- Et la fête continue
- Complainte de Vincent
- Dimanche
- Le jardin
- L'Automne
- Paris at night
- Le bouquet
- Barbara
- Inventaire
- La rue de Buci maintenant
- La morale de l'histoire
- La gloire
- Il ne faut pas...
- Conversation
- Osiris ou la fuite de l'Egypte
- Le discours sur la paix
- Le contrôleur
- Salut à l'oiseau
- Le temps perdu
- Les Enfants qui s’aiment
- Les Feuilles mortes
- L'amiral
- Le combat avec l'ange
- Place du carrousel
- Cortège
- Noces et banquets
- Promenade de Picasso
- Lanterne magique de Picasso

## Adaptations musicales
En 1954, Jacques Prévert enregistre vingt poèmes de Paroles qu'il récite accompagné avec la guitare de Henri Crolla en contrechant improvisé (album 25 cm, Collection Auteurs du 20è siècle, Philips P76.708). 
La diffusion des poèmes de Paroles s'est faite aussi largement par la chanson grâce à la musique de Joseph Kosma et à des interprètes comme Agnès Capri, Marianne Oswald, Juliette Gréco, les Frères Jacques, Germaine Montero, Mouloudji  ou encore Yves Montand (parfois en association avec le cinéma comme pour « Les Feuilles mortes », chanson du film  de Marcel Carné en 1946 Les Portes de la nuit, rendue célèbre justement par Yves Montand). Plus récemment, le groupe québécois les Cowboys Fringants ont repris Le Temps perdu.
De nombreux poèmes du recueil ont été mis en musique, avant ou après cette parution en volume, généralement par Joseph Kosma ou Henri Crolla :
- par Marianne Oswald : Embrasse-moi (1935), Chasse à l'enfant, Toute seule (1936), La grasse matinée, Les Bruits de la nuit (1937)
- par Yves Montand : Les Enfants qui s’aiment (1946), Paris at night (1946), Les Feuilles mortes (1949), Barbara, Les cireurs de souliers de Broadway (1948) Et la fête continue (1949), Le concert n'a pas été réussi (Compagnons des mauvais jours) (1950), Sanguine, joli fruit (1953), Le Cancre, Dans ma maison, Page d'écriture, En sortant de l'école, Le miroir brisé, Chanson, Le jardin (1962), album Yves Montand chante Jacques Prévert (1962)
- par Cora Vaucaire : Les Feuilles morte (1948), Chanson des escargots qui vont à l'enterrement (1957), Paris at night, Fille d'acier (1965)
- par Germaine Montero : Et puis après (je suis comme je suis) (1948), Le gardien du phare aime beaucoup trop les oiseaux, Le désespoir est assis sur un banc (1963)
- par Les Frères Jacques : La pêche à la baleine (1949), Inventaire (1949) prix du disque en 1950, Page d'écriture, Barbara, Chanson de l'oiseleur (1957).
- par Juliette Gréco : Les Feuilles mortes, Les Enfants qui s’aiment (1951), À la belle étoile, Embrasse-moi, Je suis comme je suis (1951)
- par Serge Gainsbourg : La Chanson de Prévert (reprise de Les Feuilles mortes, 1961)
- par Marlène Dietrich : Le déjeuner du matin (1962)
- par Serge Reggiani : Pater noster, Compagnons des mauvais jours, Et la fête continue... (1974)
- par Jean Guidoni : Toute seule (1986), Chanson de l'homme, Chanson dans le sang (1989), Étranges Étrangers, Embrasse-moi, Chasse à l'enfant, La Grasse Matinée, Les Bruits de la nuit, À la belle étoile, Maintenant j'ai grandi (2008)
- par Prévert et Nevchehirlian : « le soleil brille pour tout le monde ? » (2011)
- Par Feu! Chatterton[2] : Compagnons (Le concert n'a pas été réussi), dans leur album Palais d'argile (2021).
- Par MPL : Dimanche, dans l'album Ma Pauvre Lucette (2015)

## Au cinéma
- 1946 : Les Portes de la nuit, de Marcel Carné et Prévert, avec Yves Montand, poésie chantée Les Enfants qui s’aiment et Les Feuilles mortes[3].